# Zvîneace, Horohiv
Zvîneace (în ucraineană Звиняче) este localitatea de reședință a comunei Zvîneace din raionul Horohiv, regiunea Volînia, Ucraina.

## Demografie
Componența lingvistică a localității Zvîneace
     Ucraineană (98,88%)
     Rusă (1,12%)
Conform recensământului din 2001, majoritatea populației localității Zvîneace era vorbitoare de ucraineană (98,88%), existând în minoritate și vorbitori de rusă (1,12%).